# Eysink
Eysink was een Nederlandse auto-, fietsen- en motorfietsenfabriek. D.H. (Dick) Eysink begon in 1886 de Amersfoortse Rijwiel-, Automobiel- en Machinefabriek. Zijn zoons Menno en August bouwden in 1897 de eerste Nederlandse auto. Vanaf 1906 heette het bedrijf Eysink Fabrieken NV, Amersfoort, en van 1951 tot 1956 ARI (Amersfoortse Rijwiel Industrie).

## Beginperiode
Eysink startte als een traditionele herstelplaats van stoom- en andere werktuigen met daarnaast toestellen voor acetyleenverlichting.  Circa 1896 werd gestart met de fabricage van eigen rijwielen waarvoor in 1897 een klein rijwielfabriekje werd opgericht. Dat werd de volgende jaren snel uitgebreid, onder meer in 1899 met een galvaniseerinrichting. In 1902 werkten er 2 volwassen mannen en 3 jongens, na omzetting in een nv in 1906 ging het snel. In 1912 telde de personeelsbezetting 52 mannen en 38 jongens.

## Motorfietsen

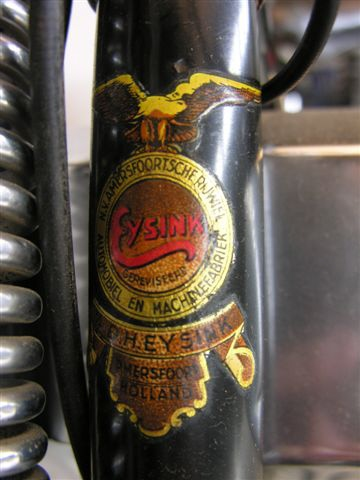
Logo

Er werden vanaf 1900/1901 op basis van de Belgische Minerva-hulpmotortjes in eigen beheer gemaakte motortjes in de fietsframes gehangen. In 1904 kwam er een liggende twin die echter minder goed verkocht werd. Men was meer succesvol met een lichte herenmodelmotorfiets, speciaal aanbevolen voor artsen. Rond 1911 had Eysink zelfs een speciaal damesmodel in het modellengamma, naast een 7pk-V-twin.
In 1913 behaalde August Eysink op een motor van eigen fabricaat in de prestigieuze Engeland-Holland Run als enige Nederlandse deelnemer zonder strafpunten een gouden medaille. Daarnaast behaalde Eysink nog een zilveren medaille en de door Het Motorrijwiel uitgeloofde beker.
Op basis van dit model Eysink bouwde men een legermotor met de Oostenrijkse Schwarzlose mitrailleur op het stuur waarvan een behoorlijk aantal aan het Nederlandse leger werd geleverd. De in 1913 ten behoeve van de Compagnieën Wielrijders ontwikkelde motor met mitrailleur bleef tot 1930 in productie.
Tijdens de Eerste Wereldoorlog werd als gevolg van de slechte aanlevering van grondstoffen de productie van auto's en motoren beperkt. Men legde zich toe op de fabricage van onderdelen voor alle merken auto's en motoren, hetgeen mogelijk was doordat men beschikte over een uitgebreid machinepark. In 1921 kwam Eysink uit met een nieuw model in de vorm van een liggende paralleltwin van 4 pk die tot 1929 in productie zou blijven. Er werden vanaf 1930-1931 motoren van ILO, New Hudson, JAP, Python (Rudge) en Matchless gebruikt.
In deze jaren werden er vele sportieve successen geboekt, onder meer door Dick Jr. Hij zou ook steeds meer verantwoordelijk worden voor de ontwikkeling van motorfietsen. In 1935 had Eysink modellen van 60 tot 1150 cc in het programma. In het jubileumjaar 1936 (het vijftigjarig bestaan van de fabriek) verscheen de beroemde 125 cc Jubileum, een zogenaamde “onder de zestiger”. Deze machine, voorzien van een 125cc-Villiers-tweetaktblok, zou een groot succes worden. Dick Renooy won er nog in 1948 de TT Assen mee.
Tijdens de Tweede Wereldoorlog lag de productie stil. In 1948 kwam Eysink terug met 125cc- en 200cc-Villiers-blokken. In de jaren vijftig probeerde Eysink met 98 en 250cc-scooters een faillissement te voorkomen. In 1951 ging het bedrijf echter toch failliet, werd meteen – als Amersfoortse Rijwiel Industrie – weer heropgericht maar sloot in 1956 definitief de poorten. Er schijnt in 1961 nog een 125cc-model met Minarelli-motor gemaakt te zijn. Hierna ging men zich concentreren op bromfietsen met Anker M48-motortjes.

## Renata
Dick Eysink, die door een meningsverschil ontslag had genomen, opende in 1951 in Soest een fabriek van gemotoriseerde tandems en sportieve bromfietsen, die hij Renata noemde. Later kocht hij de merknaam Eysink terug en produceerde brommers onder eigen naam. De fabriek werd enkele jaren later opgeheven omdat met name de concurrentie uit Duitsland en Japan te groot werd. Dick junior ging zich bezighouden met de import van Benelli-motoren.

## Auto
Eysink staat bekend als de eerste Nederlandse autoproducent (1897) en was ook het eerste Nederlandse automerk dat alles volledig zelf maakte, inclusief motoren. In 1897 kwam de eerste Eysink auto op de weg. Na een stilstand in de productie werd er in 1907 weer geadverteerd met auto's. Men profiteerde van het stilvallen van de productie bij Spyker.
Tot rond 1910 werden vooral grote auto's gebouwd, totdat bleek dat kleine auto's beter verkochten. Eysink probeerde het in die markt, maar was eigenlijk al te laat. Hun meest bekende auto was de zogenaamde Bébé, een kleine auto, vlak voor de Eerste Wereldoorlog. De oorlog bleek financieel gunstig voor Eysink. Er was vrijwel geen import meer van buitenlandse auto's, en orders van het Nederlandse leger zorgden voor veel werk. Tegen 1917 verminderde het aantal orders, maar na het einde van de oorlog herstelde de productie zich weer.
Na 1918 werden steeds meer goedkope Amerikaanse auto's geïmporteerd, waarmee Eysink niet kon concurreren. De hoge prijzen dwongen Eysink uiteindelijk om de automobielproductie te beëindigen. Na de oorlog werden er nog maar enkele auto's gebouwd, en sinds die tijd maakte Eysink alleen nog maar fietsen en motorfietsen.
Eysink heeft in totaal ongeveer 330 automobielen geproduceerd, waarvan er maar één bewaard is gebleven. Deze is in de jaren 1980 gerestaureerd door Toncar en is te bezichtigen in het Louwman Museum.

## Hoogtepunten in de sport
In de glorietijd van de Amersfoortse fabriek, de jaren dertig tot vijftig, konden Eysink-motorrijwielen de vergelijking met de andere fabricaten glansrijk doorstaan.
Het merk Eysink verwierf veel roem toen Dick Eysink in 1931 (samen met Gerard 'Bud' Bakker Schut en Bertus van Hamersveld) de Zesdaagse in Merano, Italië, won en daarmee ook voor het eerst de "Zilveren Vaas" mee naar Nederland nam. Dick Eysink had in deze Zesdaagse de beschikking over een snelle en betrouwbare 500cc-Python-motor van het merk Rudge-Whitworth. Aangezien het succes in de Italiaanse Alpen werd behaald, inspireerde dat tot de bouw van de Eysink Alpenjagers.
Op zaterdag 25 juni 1932 maakten de Eysinkfabrieken hun entree in de wegraces. Dat gebeurde tijdens de achtste uitgave van de TT van Assen. Alle hoop was gevestigd op de ervaren Bertus van Hamersveld en Jaap Houtop die door de Eysink-fabriek werden ingeschreven in de 500cc-klasse. Als krachtbron diende ook nu de solide Rudge Pythonmotor. Bij het vallen van de startvlag was het Bertus van Hamersveld die als eerste wegschoot, voor vedetten als Tim Hunt, Graham Walker en Stanley Woods. Enkele ronden later maakte Van Hamersveld een pitstop om bij te tanken, maar de motor sloeg pas na veel duwen weer aan. In de tiende ronde viel Van Hamersveld uit. Jaap Houtop wist ondanks problemen met de sproeier een negende plaats te behalen.
Zodra bekend werd dat de TT van Assen in 1934 mee zou tellen voor het Europees kampioenschap, vestigde men bij Eysink alle hoop op de nieuwe 500cc-motoren. Door de fabriek werden zes rijders voor deze TT aangemeld, maar in de wedstrijd bleek dat men de buitenlandse concurrentie (FN, Husqvarna en Norton) niet aankon. Als beste Eysink-coureurs kwamen Bud Bakker Schut en Bertus van Hamersveld uit de bus; zij eindigden met enkele ronden achterstand op de zevende en achtste plaatsen. Drie weken later eindigde Jaap Houtop in de GP van België op een vierde plaats.
Nadien werden de Europese kampioenschappen steeds in andere landen verreden en bij Eysink waagde men zich niet nog eens aan zo'n hachelijk en kostbaar avontuur.
Op 26 juni 1948 won voor het eerst een Nederlandse coureur op een Nederlandse machine de TT van Assen: Dick Renooy met een getuned Brits Villiers 9D-motorblok met een vermogen van nu 9 pk (standaard 4 pk). Ook op het circuit van Zandvoort werden motorraces georganiseerd waaraan Eysink-coureurs meededen. Zo werden de coureurs Dick Renooy en Tony Heineman respectievelijk 2e en 3e in de 125cc-klasse in de internationale motorraces van 1953.
Tot de meest succesvolle creaties die de fabriek op de markt bracht, behoorde zeker de Eysink Jubileum van 1936 (in de volksmond ook wel Jub genoemd). Ook deze machine was voorzien van een 125cc-Villiers-tweetaktmotor. Met deze (naderhand aangepaste) machines scoorden heel wat Nederlandse coureurs tal van successen in de wegraces, de grasbaanraces en de terreinritten.
Op Eysink-motoren werden in de loop van het bestaan in de Internationale Zesdaagsen en grasbaanwedstrijden gouden, zilveren en bronzen medailles en in terreinraces en wegraces 12 Nederlandse en 35 Provinciale Kampioenschappen behaald.
Akkermans · 
Altena · 
Anderheggen · 
Antilope · 
Arnhemsche Machinefabriek  · 
Ataf-Porata · 
Autolette · 
Bambino · 
Belcar · 
Bermuda Buggy · 
BGF · 
Boro · 
Bij 't Vuur · 
Carver · 
Citeria · 
CoTuRa · 
DAF · 
Entrop · 
EWB · 
Eysink · 
Gatso · 
Gazelle ·
Gelria ·
Groninger Motorrijtuigen Fabriek · 
Gruno · 
H.A.M. · Havas · 
Hinde ·
Konings · 
Max · 
Neerlandia · 
Netam ·
Omnia · 
Rizovari · 
Ruiter ·
Ruska · 
Simplex ·
Spyker ·
Story ·
V.L.A.M.